# Beduído e Veiros
Beduído e Veiros est une paroisse civile portugaise (en portugais : freguesia) de la municipalité d'Estarreja dans le district d'Aveiro. Elle est créée en 2013, par fusion des paroisses de Beduído et Veiros.

## Géographie
Beduído e Veiros borde au sud-ouest la Ria d'Aveiro.

## Histoire
La paroisse est créée par la loi no 11-A/2013 du 28 janvier 2013 portant réorganisation administrative du territoire des freguesias, en fusionnant les paroisses de Beduído et Veiros. Son nom officiel est União das Freguesias de Beduído e Veiros et son siège est fixé à Beduído.

## Démographie
Lors du recensement de 2021, Beduído e Veiros compte 9 903 habitants. C'est ainsi la paroisse la plus peuplée de la municipalité d'Estarreja, qui totalise 26 213 habitants.